# Драгоценная (губа)
Драгоце́нная — губа на северо-западе Восточно-Сибирского моря, вдаётся в северную часть острова Котельный в составе Новосибирских островов.

## География
Вдаётся вглубь острова Котельный из группы островов Анжу примерно на 68 километров. На востоке омывает полуостров Земля Бунге, которым отделяется от залива Геденштрома.
На входе в губу, примерно посередине, расположен остров Наносный. В самой губе находятся острова Железнякова, Матар, Скрытый и другие более мелкие безымянные. Западный входной мыс в губу — Анисий (за ним находятся лагуны Анисий и Эселях), восточный — Бережных на стрелке Анжу. В губу впадают реки Драгоценная, Воллосовича, Кожевина, Конечная, Диринг-Аян (устье в одноимённой лагуне), Джахсаяр (в районе одноимённой лагуны), Тас-Юрях, Санникова. Также в губе располагаются мысы Мурун-Тас (в устье Джахсаяра), Галечный (в устье Диринг-Аяна).
Вдоль западного берега проходит гряда Шмидта с горами высотой 78—118 метров вблизи побережья: Гребёночная, Пирог, Лысая, Мыс Горбатый, Круглая, Последняя, Каменка.